# تنصيب إمبراطور اليابان

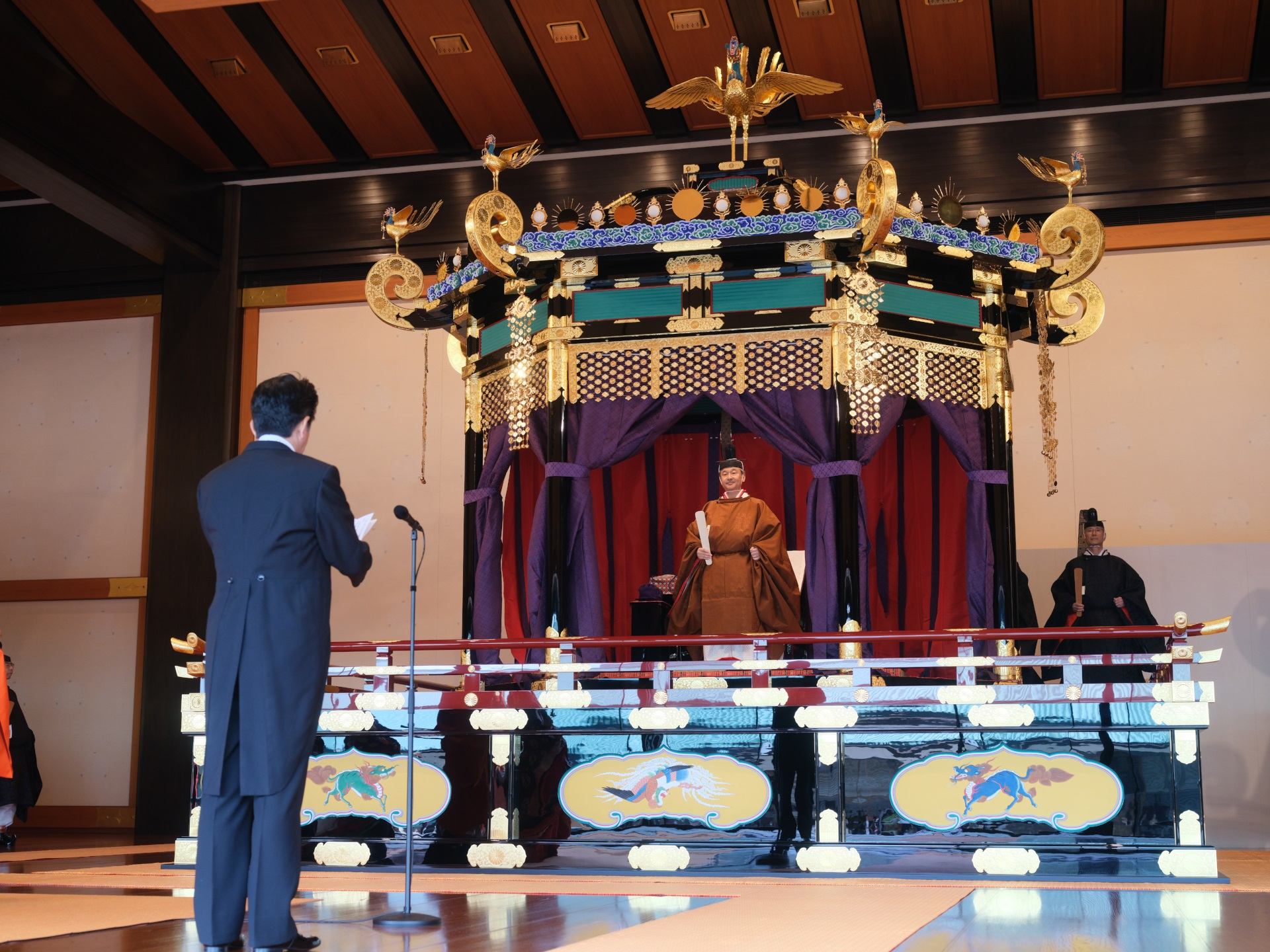
حفل تنصيب الإمبراطور ناروهيتو، الإمبراطور السادس والعشرين بعد المئة لليابان. يقف أمامه رئيس الوزراء شينزو آبيه.

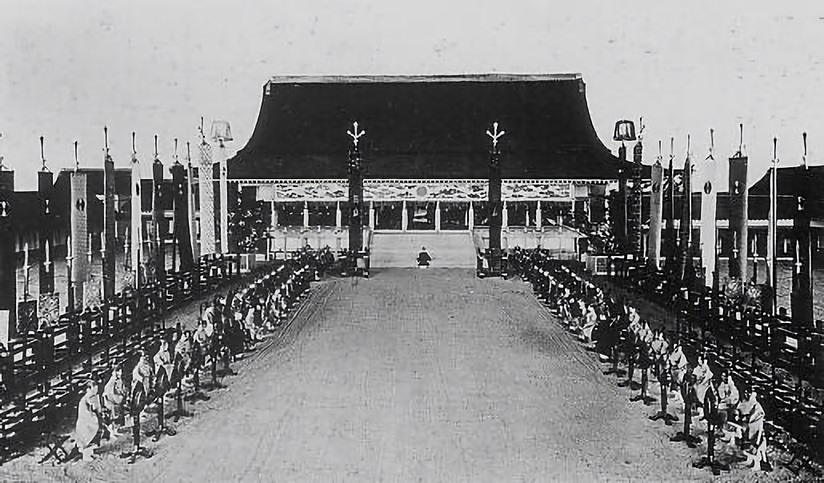
حفل تنصيب الإمبراطور تايشو في قصر كيوتو الإمبراطوري في عام 1915.

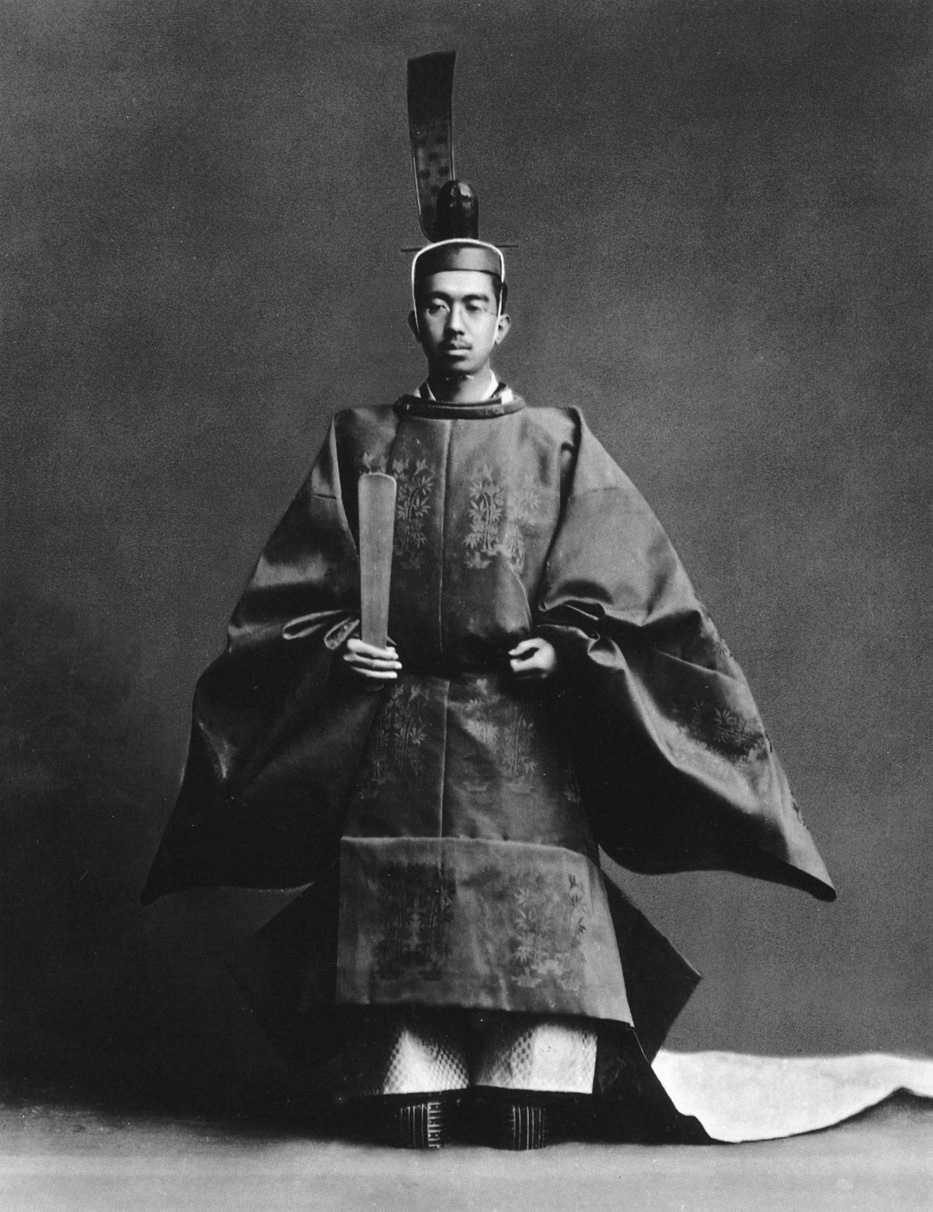
الامبراطور شووا في تنصيبه في عام 1928.

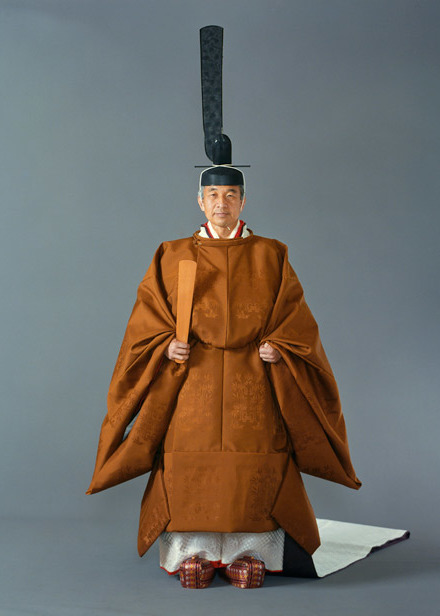
ارتدى الإمبراطور أكيهيتو السوكوتاي في حفل التنصيب في نوفمبر 1990.

تنصيب إمبراطور اليابان (即位の礼 سوكوإي نو رِيه) هو احتفال قديم بمناسبة اعتلاء حاكم جديد لعرش الأقحوان، في أقدم ملكية وراثية في العالم. تُمنح مختلف كنوز الإمبراطورية القديمة إلى السيادة الجديدة خلال الطقوس.

## الحفل

### تقديم الكنوز الثلاثة المقدسة
يتكون حفل التنصيب الياباني من ثلاثة أجزاء رئيسية. الأول هو الأبسط، ويحدث مباشرة بعد وفاة أو تنازل الحاكم السابق. يستلم ولي العهد رسميًا صناديق تحتوي على اثنين من كنوز اليابان الثلاثة المقدسة: (1) سيف طبق الأصل من سيف كوتوناغي-نو-تسوروغي (حرفيا: السيف قاطع العشب) "(草 薙 劍)، على الرغم من أن الأصلي موجود في ضريح أتسوتا في ناغويا؛ (2) ياساكاني نو ماغاتاما (八尺 瓊 曲 玉)، وهي قلادة من الخرز الحجري على شكل فواصل؛ و (3) ياتا نو كاغامي (八 咫 鏡)، مرآة تمثل الأمانة. على عكس الأنظمة الملكية الأخرى، ليس لليابان تاج في سجلها. قيل أصلاً أن هذه الأشياء الثلاثة قد أعطتها آلهة الشمس، أماتيراسو أوميكامي، لحفيدها عندما نزل أولاً إلى الأرض وأصبح مؤسس السلالة الإمبراطورية. وأهم هذه الكنوز الثلاثة هي ياتا نو كاغامي، الموجودة في ضريح إيسه العظيم باسم غو-شينتاي (御 神 体)، أو تجسيد لإلهة الشمس نفسها. يتم وضعه بشكل دائم في الضريح، ولا يتم تقديمه إلى الإمبراطور لحضور حفل التنصيب. يُرسل الرسل والكهنة الإمبراطوريون إلى هذا الضريح، وكذلك إلى مقابر الأباطرة الأربعة الذين سبق عهدهم مباشرة، لإبلاغهم بانضمام الإمبراطور الجديد.
في حفل التنصيب لعام 2019، سيقوم جوكو، أو الإمبراطور المتقاعد، شخصياً بتسليم الأشياء المقدسة لخليفته.  ستستمر الزيارات التي قام بها رسل الإمبراطوريون والكهنة إلى ضريح إيسه الكبير، وكذلك إلى مقابر الأباطرة الأربعة السابقين، كما كان الحال في حفلات التنصيب السابقة.

### التنصيب

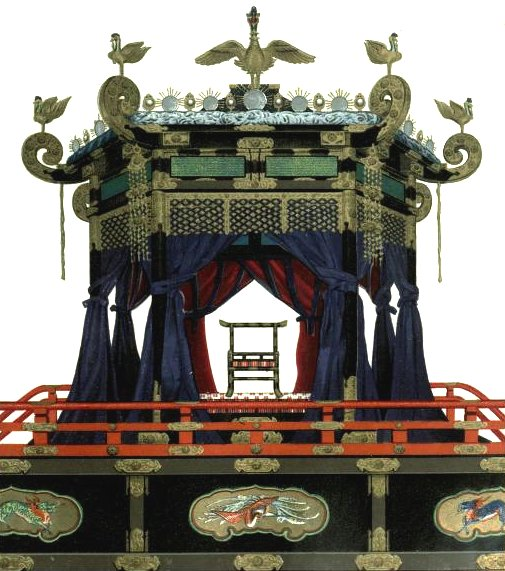
تاكاميكورا تستخدم للتنصيب.

راية بانزاي تستخدم خلال حفل التنصيب.

الجزء الثاني من الحفل، المسمى «سوكوإي-نو-ريه»، هو طقس التنصيب نفسه؛ أقيم آخر حفل في عام 1990 للإمبراطور الحالي، أكيهيتو. كانت تقام هذه الطقوس القديمة تقليديًا في كيوتو، العاصمة السابقة لليابان، ولكن في عام 1990، تم تنصيب الإمبراطور أكيهيتو في طوكيو. كان تنصيب 1990 هو الأول الذي يتم تغطيته على شاشات التلفزيون، وفيه الحرس الإمبراطوري في الزي التقليدي. أقيم في الداخل، مع وضع المنصة المرتفعة داخل مجمع القصر الإمبراطوري. جزء فقط من الطقوس عام للجمهور، وعموما، يرى الكنوز فقط الإمبراطور وعدد قليل من كهنة الشينتو. كشفت رواية مجلة التايم لتنصيب والد الإمبراطور أكيهيتو هيروهيتو في عام 1928 بعض التفاصيل: أولاً، جاء الاحتفال الذي استمر ثلاث ساعات وأبلغ فيه الإمبراطور الجديد أسلافه مراسميًّا بأنه اعتلى العرش. وأعقب ذلك التنصيب نفسه، الذي حدث في حاوية تسمى تاكاميكورا، تحتوي على قاعدة كبيرة مربعة تدعم ثلاثة قواعد ثُمانيّة الشكل يعلوها كرسي بسيط. كان محاطًا بصومعة ثُمانيّة مع ستائر، يعلوها طائر الفينيق الذهبي الرائع. في الوقت نفسه، انتقلت إمبراطورة اليابان، في اللباس الكامل، إلى قاعدة منفصلة بجانب زوجها. تم ضرب الطبول التقليدية في هذه المرحلة من الحفل لبدء الإجراءات.
انتقل الإمبراطور الجديد إلى الكرسي، حيث تم وضع كل من كوساناغي وياساكاني نو ماغاتاما وخاتم الملكية وختم الدولة على حوامل بجانبه. تم تقديم صولجان خشبي بسيط للإمبراطور، الذي واجه رئيس وزرائه الواقف في فناء مجاور، ممثلا الشعب الياباني. قدم الإمبراطور خطابًا أعلن فيه اعتلاءه للعرش، داعيًا رعاياه إلى مساعدته بعقلية متحدة في تحقيق كل تطلعاته. أجاب رئيس وزرائه بخطاب واعدا بالإخلاص والتفاني، تلاه «ثلاثة هتافات من بانزاي» من جميع الحاضرين. تمت مزامنة توقيت هذا الحدث الأخير بدقة، بحيث يمكن لليابانيين في جميع أنحاء العالم الانضمام إلى صيحة «بانزاي» في اللحظة التي يتم تقديمها في كيوتو أو طوكيو في نفس اللحظة بالتحديد. 
تنتهي لحظة الطقوس هذه بإطلاق 21 طلقة من قبل قوات الدفاع الذاتي اليابانية.

### الدايجو ساي
دايجو-ساي، أو مهرجان عيد الشكر العظيم، هوالطقس الثالث والأكثر أهمية - وهو أيضًا الأكثر إثارة للجدل في طقوس التنصيب، لأنه هو الذي يتوحد فيه الإمبراطور مع جدته الإمبراطورية الكبرى، إلهة الشمس أماتيراسو - أميكامامي، بحيث يشاركها بطريقة فريدة في ألوهيتها. لم يُذكر الحفل في الدستور الذي فرضته قوات الاحتلال الأمريكية، ولذلك شكك البعض في دستوريته في وقت تنصيب الإمبراطور الحالي أكيهيتو.
أولاً، يتم اختيار حقلي أرز خاصين وتنقيتهما عن طريق طقوس تنقية شنتو مُتقَنة. يجب أن تكون أسر المزارعين الذين يزرعون الأرز في هذه الحقول في حالة صحية مثالية. بمجرد أن يتم زراعة الأرز وحصاده، يتم تخزينه في ضريح شنتو خاص مثل غو شينتاى (御 神 体)، التجسيد لكامي أو للقوة الإلهية. يجب أن تكون كل نواة كاملة وغير مكسورة، ويتم صقلها بشكل فردي قبل غليها. بعض الساكي يُخمر أيضا من هذا الأرز.
وفي الوقت نفسه، تبنى أكواخ من غرفتين ذواتا أسقف من القش داخل حاويات خاصة، وذلك باستخدام أسلوب البناء الياباني الأصلي الذي سبق الصيني وخالِ من أي تأثر ثقافي به. تحتوي غرفة على أريكة كبيرة في مركزها. والثانية يستخدمها الموسيقيون. تحتفظ جميع قطع الأثاث والأدوات المنزلية أيضًا بهذه الأشكال اليابانية العتيقة والنقية: على سبيل المثال، يتم حرق جميع الأشياء الفخارية ولكن دون تمليس. يمثل هذان الهيكلان منزل الإمبراطور السابق وبيت الإمبراطور الجديد. في أوقات سابقة، عندما يتوفي رب الأسرة، يتم حرق منزله؛ قبل تأسيس كيوتو، كلما مات الإمبراطور، تم حرق عاصمته بالكامل كطقس تطهير.

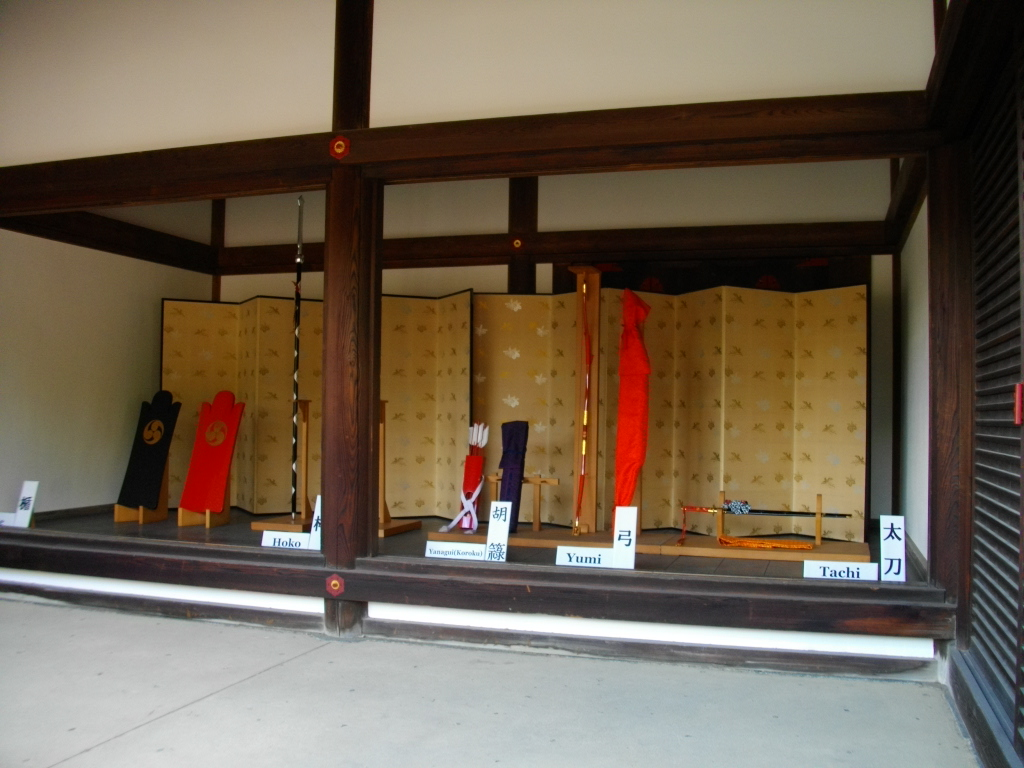
عناصر طقسية من تنصيب الإمبراطور الياباني.

بعد طقس استحمام، يرتدي الإمبراطور ثوبًا من الحرير الأبيض لكاهن شنتو، ولكن مع ذيل طويل خاص. محاطا بالحاشية، يدخل الإمبراطور أولاً المكان الحاوي للأكواخ ثم كل من هذه الأكواخ ويؤدي بداخلها الطقوس نفسها - من الساعة 6:30 إلى الساعة 9:30 مساءً في الكوخ الأول، وفي الثاني من الساعة 12:30 إلى 3:30 صباحا من نفس الليلة. يفرد بساط أمامه ثم يلف مرة أخرى وهو يمشي، حتى لا تمس قدميه الأرض مطلقًا. توجد مظلة خاصة فوق رأس صاحب السيادة، حيث يتدلى الظل من عنقاء منحوتة في نهاية العمود ويمنع أي تشويه لشخصه المقدس من الهواء فوقه. يركع الإمبراطور على حصيرة تقع في مواجهة ضريح إيسيه الكبير، ويقدم قربانا من الأرز المقدس والساكي المصنوع من هذا الأرز والدخن والأسماك ومجموعة متنوعة من الأطعمة الأخرى من الأرض والبحر إلى أماتيراسو. ثم يأكل بعضًا من هذا الأرز المقدس بنفسه، كعمل من أعمال الشراكة الإلهية التي تكمل وحدته الفريدة مع أماتيراسو-إكمام، مما يجعله (في تقاليد الشنتو) الوسيط بين أماتيراسو والشعب الياباني.  ويلي ذلك ثلاثة مآدب وزيارة لأضرحة أجداده الإمبراطوريين. 

## روابط خارجية
- فيديو حفل إمبراطور الإمبراطور أكيهيتو (مع تعليق باللغة الإنجليزية)